# جائزة الحسين للإبداع الصحفي
جائزة الحسين للإبداع الصحفي جائزة صحافية أردنية تحمل اسم الملك الحسين بن طلال وتمنحها نقابة الصحفيين الأردنيين لأعضائها الذين مضى على انتسابهم لنقابة الصحفيين 25 عاماً عن أعمالهم الصحافية الإبداعية.

## اللائحة الداخلية للجائزة
يشكل مجلس النقابة لجنة سنوية مكونة من سبعة أعضاء تسمى (لجنة جائزة الحسين للابداع الصحفي) وتضم نقيب الصحفيين وستة أعضاء من أعضاء الهيئة العامة الممارسين، شريطة ان يكون مضى على تسجيلهم في سجل الصحفيين الممارسين 15 سنة كحد ادنى ويراعى فيها التنوع بين مجالات العمل الصحفي والاعلامي، أصحاب الخبرات الطويلة في العمل الصحفي والاعلامي المشهود بموضوعيتهم ونزاهتهم، وأن يكون أعضاء اللجنة من الأعضاء الصحفيين المتقاعدين وليس من العاملين.
تُمنح جائزة الحسين للابداع الصحفي للفئات والموضوعات التالية:
- أـ أفضل تحقيق صحفي
- ب ـ أفضل مقالة صحفية
- جـ ـ أفضل قصة اخبارية أو تقرير اخباري صحفي
- د ـ أفضل صورة صحفية أو رسم كاريكاتوري منشور
- هـ ـ أفضل برنامج اخباري أو تقرير اخباري مرئي أو مسموع
- وـ أفضل مقابلة صحفية.

## مهام لجنة الجائزة
- المادة التاسعة من اللائحة
• اولا: استلام الموضوعات بكتاب رسمي من نقيب الصحفيين الأردنيين.
• ثانيا: تدقيق الطلبات واعتماد الموضوعات التي تنطبق عليها الشروط واستبعاد المخالفة منها.
• ثالثا: ابلاغ اصحاب الموضوعات المخالفة وكذلك اشعار الذين قبلت طلباتهم بكتب رسمية.
• رابعا: اعتماد معايير محددة وواضحة للتقييم.
• خامسا: توزيع نسخة من كل موضوع على كافة أعضاء اللجنة.
• سادسا: تقر اللجنة الفائزين بالجائزة ورفعها إلى مجلس النقابة بسرية تامة.
• سابعا: يطلع مجلس النقابة على النتائج كاملة.
• ثامنا: الإعلان رسميا عن الفائزين، وتسلم الجائزة للفائزين في الموعد الذي يحدده مجلس النقابة
*تاسعا: يحق لأي من الاشخاص غير الفائزين بالجائزة الاطلاع على نتيجة تقييم موضوعه.
- المادة 5 : لا يجوز تكرار منح الجائزة للعضو الفائز بها سابقا الا بعد مرور خمس سنوات على الاقل على آخر مرة فاز بها بالجائزة.

## فائزون بجائزة الحسين للإبداع الصحفي
- طلعت شناعة
- فخري قعوار
- عماد حجاج
- رمضان الرواشدة
- منار معوض
- ماجد كمال
- محمد خروب
- عمر المحارمة
- محمد العويمر
- ماجد القرعان
- أنس حراحشه
- عبيدة الضمور
- عبد الله اليماني

## روابط خارجية
جائزة الملك الحسين بن طلال – نقابة الصحفيين الأردنيين (jpa.jo)